# Red (dopływ Atchafalayi)
Red River (Red, Red River of the South) – rzeka w USA, prawy dopływ Atchafalaya (dawniej Missisipi). Przepływa przez stany Arkansas, Luizjana, Teksas i Oklahoma. Nazwa oznacza po polsku „rzeka czerwona”.
Rzeka ta wypływa z płaskowyżu Llano Estacado.
Około połowy swego biegu stanowi granicę pomiędzy Teksasem a Oklahomą. Od miasta Shreveport rzeka ta jest żeglowna. W środkowym biegu rzeki (1168 km) znajduje się zbiornik wodny nazywany Lake Texoma, utworzony przez zbudowaną w 1944 roku tamę Denisona (Denison Dam).
Rzeka Red jest wykorzystywana do nawadniania pól uprawnych, a także w celach energetycznych.
W toku wojny secesyjnej, na początku 1864 roku siły Unii przeprowadziły nieudaną kampanię w celu opanowania rzeki i miasta Shreveport.